# Zelandotipula corynostyla
Zelandotipula corynostyla är en tvåvingeart som beskrevs av Alexander 1969. Zelandotipula corynostyla ingår i släktet Zelandotipula och familjen storharkrankar.
Artens utbredningsområde är Colombia. Inga underarter finns listade i Catalogue of Life.